# هارفست مون 64
هارفست مون 64 (بالإنجليزية: Harvest Moon 64)‏ هي لعبة فيديو صدرت في 1999. وهي متوفرة على أجهزة نينتندو 64 . اللعبة من تطوير فيكتور إنتراكتيف سوفتوير وهي من نشر ناتسومي.